# 相山区
相山区是中國安徽省淮北市下辖的一个市辖区。淮北市人民政府所在地。也是淮北的經濟政治中心。区域总面積約为100平方公里，總人口約43.61萬人。區人民政府駐孟山北路85號。

## 行政区划
相山区下辖8个街道办事处、1个镇：
相南街道、相山东街道、相山西街道、三堤口街道、东山街道、任圩街道、南黎街道、曲阳街道、渠沟镇和淮北凤凰山经济开发区。

## 人口
2020年末户籍人口436136人。其中，男性217816人；女性218320人。城镇人口370026人，乡村人口66110人。